# Oxypoda renoica
Oxypoda renoica är en skalbaggsart som beskrevs av Thomas Casey 1906. Oxypoda renoica ingår i släktet Oxypoda och familjen kortvingar. Inga underarter finns listade i Catalogue of Life.